# キム・スヒ
キム・スヒ（金秀姫、김수희、本名：キム・ヒス、金姫秀、1953年3月13日 - ）は、大韓民国釜山市出身の歌手、作詞作曲家、ギタリスト。歌手としての代表曲は「南行列車（남행열차）」「愛慕（애모）」など。娘は歌手のイ・スンジョン

## 来歴
釜山広域市で生まれ、1958年に一家でソウルに移住。それ以来、ソウルで育ったが父を亡くし困難な生活をしていた。淑明女子高校を中退した後、1970年、アメリカ第8軍の舞台から歌手活動を開始する。1971年にはギタリスト、1972年には作詞家、作曲家としての活動も開始する。作詞・作曲者としての代表曲に1976年TBC放送歌謡大賞受賞曲の「私を置いてアリラン（나를 두고 아리랑）」（キム・フン歌唱）がある。※ただし韓国音楽著作権協会・JASRACに登録された作詞作曲者名はキム・ジュンシン（金重信）である。
1976年に「あんまりです（너무합니다）」で正式にアルバムデビュー。デビュー曲でありながらヒットを記録し同名小説も執筆した。また、1981年には自身で作詞・作曲した「駅（정거장）」を発表した。1982年に発表した「くびき（멍에）」はKBS「歌謡トップテン」で5週連続1位（ゴールデンカップ）の大ヒットを記録。1986年に発表した「南行列車（남행열차）」は、今までの作品と異なるハイテンポのトロット楽曲だったが大ヒットを記録し現在でも韓国人の愛唱曲として広く知れ渡っている。
1993年には、1990年に発表したアルバム「ソウル女子（서울여자）」の収録曲である「愛慕（애모）」にラジオリクエストが集中。当時ダンスミュージック全盛であったが、徐々にヒットしていきKBS「歌謡トップテン」で5週連続1位、MBC「決定！最高人気歌謡」でも通算5週1位を獲得した。中でも「歌謡トップテン」では、ソテジワアイドゥルの「何如歌 하여가」のゴールデンカップを阻止しての1位獲得となった。なお、同番組でのトロット楽曲の1位獲得はこの楽曲が最後であった。
また年末の賞レースでは、シン・スンフン、ソテジワアイドゥルとの熾烈な三つ巴を制しKBS歌謡大賞、MBC10大歌手歌謡祭大賞を受賞した。
1994年には映画界にも進出して映画「哀愁のハーモニカ」の監督を務めたが興行的には失敗した。そして希プロダクションを設立しレコード製作者としても活動しながら女優のシン・シネを歌手としてスカウトするとともに、無名だったピョン・スンヨプを有名にした。

## 南行列車
「南行列車」（なんこうれっしゃ、ナムヘンヨルチャ、남행열차）は、キム・スヒの楽曲。歌詞の舞台は湖南線である。作詞：鄭恵璟、作曲：金鎭龍。

### 解説
2018年にKBS2TV「演芸街中継」で発表された「韓国が愛するトロット歌謡」においてチョー・ヨンピルの「その冬の喫茶店」を抑えて1位を獲得した 。

## アルバム
- 「あんまりです（너무합니다）」（1976年）
- 「駅（정거장）」（1981年）
- 「くびき（멍에）」（1982年）
- 「最後の抱擁（마지막 포옹）」（1983年）
- 「失われた絆（잃어버린 정）」（1984年）
- 「あなたはだれですか（당신은 누구세요）」（1984年）
- 「今は行かない（지금은 가지마세요）」（1986年）
- 「南行列車（남행열차）」
- 「ソウル女子（서울여자）」（1990年）
- 「愛慕（애모）」
- 「Where Did Everybody Go？」（1993年）
- 「Morado」（1997年）
- 「Pathos」（2000年）
- 「第十一話（열한번째 이야기）」（2004年）
- 「花燈（화등）」（2007年）
- 「お元気ですかモモさん（잘 있나요 모모씨）」（2012年）

## 受賞歴

### 音楽賞
- 第20回百想芸術大賞映画音楽部門（1984年）
- 第4回ソウル歌謡大賞本賞（1993年）
- 韓国歌詞大賞（1993年）
- KBS歌謡大賞大賞（1993年）
- MBC10大歌手歌謡祭大賞（1993年）
- 今年のスター賞歌手部門優秀賞（1993年）
- ゴールデンディスク賞本賞（1993年）
- 第2回大韓民国演芸芸術大賞伝統歌謡歌手（1995年）
- 第25回韓国放送大賞女性歌手賞（1998年）
- 第6回大韓民国演芸芸術大賞伝統歌謡歌手（1999年）

### 歌謡番組1位獲得楽曲
| 年     | 番組 |
| ------ | --- |
| 1983年 | - くびき（멍에） - 4月 3日 KBS歌謡トップ10 - 4月 10日 KBS歌謡トップ10 - 4月 17日 KBS歌謡トップ10 - 4月 21日 KBS歌謡トップ10 - 5月 1日 KBS歌謡トップ10 （5週連続、ゴールデンカップ） |
| 1993年 | - 愛慕（애모） - 8月 13日 MBC決定！最高人気歌謡 - 9月 8日 KBS歌謡トップ10 - 9月 15日 KBS歌謡トップ10 - 9月 17日 MBC決定！最高人気歌謡 - 9月 22日 KBS歌謡トップ10 - 9月 24日 MBC決定！最高人気歌謡 - 9月 29日 KBS歌謡トップ10 - 10月 1日 MBC決定！最高人気歌謡 - 10月 6日 KBS歌謡トップ10（5週連続、ゴールデンカップ） - 10月 8日 MBC決定！最高人気歌謡（4週連続、通算5週） |